# Unga mödrar
Unga mödrar (danska De Unge Mødre) är en dansk dokumentärserie som började sändas 21 september 2005 på TV Danmark. Serien handlar om unga kvinnor som är på väg att bli eller har blivit mödrar i mycket unga år.